# Wincentów (Krasnystaw)
Pour les articles homonymes, voir Wincentów.
Wincentów (prononciation : [vʲinˈt͡sɛntuf]) est un village polonais de la gmina de Krasnystaw dans le powiat de Krasnystaw de la voïvodie de Lublin dans l'est de la Pologne.

## Histoire
De 1975 à 1998, le village est attaché administrativement à la Voïvodie de Chełm.

Depuis 1999, il fait partie de la nouvelle voïvodie de Lublin.